# Sebastião Archer
Sebastião Archer da Silva (São Luís, 26 de março de 1883 — São Luís, 24 de outubro de 1976) foi um empresário e político brasileiro, que foi prefeito de Codó e governador do Maranhão.

## Dados biográficos
Filho de Raimundo Archer da Silva e Filomena Coelho e Silva, Archer foi aluno do Ateneu Paraense em Belém e posteriormente retornou ao Maranhão, onde estabeleceu-se como empresário do setor têxtil em Codó.
Em Codó, foi eleito vereador em 1915 para um mandato de quatro anos e eleito deputado estadual em 1924. Durante a maior parte do governo Getúlio Vargas exerceu o mandato de prefeito em Codó e São Luís até o fim do Estado Novo em 1945. 
Nas eleições de 1947, o deputado Victorino Freire articulava para uma candidatura ao governo de seu grupo, junto de Saturnino Bello. Na época no PSD, Freire enfrentou divergências com Genésio Rego e Clodomir Cardoso, políticos de São Luís que não estavam de acordo com o domínio de Freire no partido. Após intervenções da direção do PSD e do TSE, Freire fundou o PPB com dissidentes e planejava lançar Saturnino como candidato ao governo. Satú, porém, estava inelegível por ter sido interventor do Maranhão, o que levou a Freire fechar aliança com Archer para a disputa do governo. Foi eleito com 36.532 votos e 48% dos votos.
Com a extinção de seu partido ingressou no PSD sendo eleito senador em 1954 e 1962 ingressando no MDB após o Regime Militar de 1964 e nesse interregno deu suporte à carreira política dos filhos: Remy Archer foi seu suplente e dirigiu a Estrada de Ferro São Luís-Teresina e Renato Archer que foi oficial da Marinha do Brasil e fez política do Maranhão, além de ser pai do médico Ruy Archer.

## Cronologia
- 26 de março de 1883 – Nascimento em São Luís (MA), filho de Raimundo Archer da Silva e Filomena Coelho e Silva.[4]
- Final do século XIX - início do século XX – Conclui o curso primário no Colégio São Luís e o secundário no Ateneu Paraense, em Belém (PA), regressando ao Maranhão para iniciar carreira empresarial têxtil em Codó.[5]
- 1915–1919 – Vereador em Codó (MA), órgão municipal em que apresentou projetos de ampliação de vias urbanas, melhorias no abastecimento de água e incentivo ao setor têxtil local.[5]
- 1924–1929 – Deputado federal pelo Maranhão, integrou comissões de Obras Públicas e Agricultura, defendendo verbas para estradas vicinais e assentamentos rurais.[6]
- 1935–1941 – Prefeito de Codó, nomeado durante o Estado Novo; seu governo municipal modernizou instalações da Estação Ferroviária, construiu mercado público e ampliou o atendimento hospitalar local.[7]
- 1937–1945 – Prefeito de São Luís, também por nomeação do governo Vargas; focalizou saneamento básico, pavimentação de avenidas principais e criação de feiras livres nos bairros centrais.[8]
- 2 de dezembro de 1945 – Participa ativamente da transição política pós-Estado Novo, colaborando com as articulações que levaram às eleições para Assembleia Constituinte do Maranhão.
- 16 de fevereiro de 1946 – Empossado como governador do Maranhão por intervenção federal, sucedendo Saturnino Bello; inicia processo de reorganização administrativa e implantação de normas democráticas.[9]
- 30 de dezembro de 1946 – Assina o Decreto-Lei nº 134, criando o Tribunal de Contas do Estado do Maranhão, instalado em 2 de janeiro de 1947 no Palácio dos Leões, com conselheiros nomeados pelo governador.[10]
- 19 de janeiro de 1947 – Obtém 36 532 votos (48,18%) e é eleito governador do Maranhão pelo Partido Proletário Brasileiro (PPB), derrotando candidaturas apoiadas por Vitorino Freire.
- 14 de abril de 1947 - 31 de janeiro de 1951 – Exerce seu mandato civil como 28º governador do Maranhão, promovendo reformas educacionais, expansão rodoviária e criação de institutos de assistência médica rural.[11]
- 1955–1963; 1963–1971 – Senador pelo Maranhão, filiado ao PSD, integrou as comissões de Educação, Agricultura e Infraestrutura; relator de projetos de crédito rural e das primeiras políticas de combate à seca no Nordeste.[12]
- Pós-1964 – Com a extinção do PSD, filia-se ao MDB; durante o Regime Militar, foi um dos principais articuladores civis em São Luís, apoiando movimentos de redemocratização e nomeações legislativas de seus filhos Remy e Renato Archer.
- 24 de agosto de 1974 – Falecimento em São Luís, aos 91 anos; sepultado no Cemitério do Gavião após cortejo oficial e homenagens da Assembleia Legislativa.[13]